# 야후 (만화)
야후는 1998년부터 2003년까지 윤태호가 연재한 만화이다. 1999년에 문화관광부 주관의 오늘의 우리만화상을 수상하였다.
학산코믹스에서 초판으로 총 20권, 2009년 완전판 10권으로 랜덤하우스에서 재발매됐다.
김현과 신무학의 이야기를 통해 격동의 대한민국 현대사(제5공화국 중반인 1985년부터 2002 한일월드컵까지)를 그려내고 있다. 일종의 대체역사물로, 윤태호 자신은 과거형 SF로 분류하고 있다. 또, 수경대(수도경비특수기동대의 준말)라는 가상기관과 수경대 바이크라는 근미래적인 물건까지 도입하여 두 주인공들이 더 역동적으로 현대사의 사건들에 개입할 여지를 만들었다.